# Sinistra Giovanile
La Sinistra giovanile era l'organizzazione che raccoglieva i giovani fino a 30 anni nel Partito Democratico della Sinistra e poi dei Democratici di Sinistra.
Con lo scioglimento dei DS, confluiti nel Partito Democratico, anche la Sg si è sciolta, per dare vita ai Giovani Democratici.
L'organizzazione era dotata di una struttura rappresentativa centrale: la Direzione Nazionale e il Consiglio Nazionale, con funzione rispettivamente direttiva e deliberativa. Inoltre si estendeva sul territorio attraverso le venti Unioni regionali, le Federazioni provinciali e i Circoli territoriali.
La Sinistra giovanile aderiva alla Ecosy e IUSY, che rispettivamente raccolgono le organizzazioni giovanili socialiste europee e mondiali.

## Storia

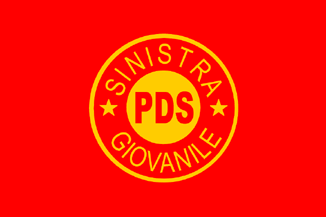
Bandiera dell'organizzazione sotto il Partito Democratico della Sinistra

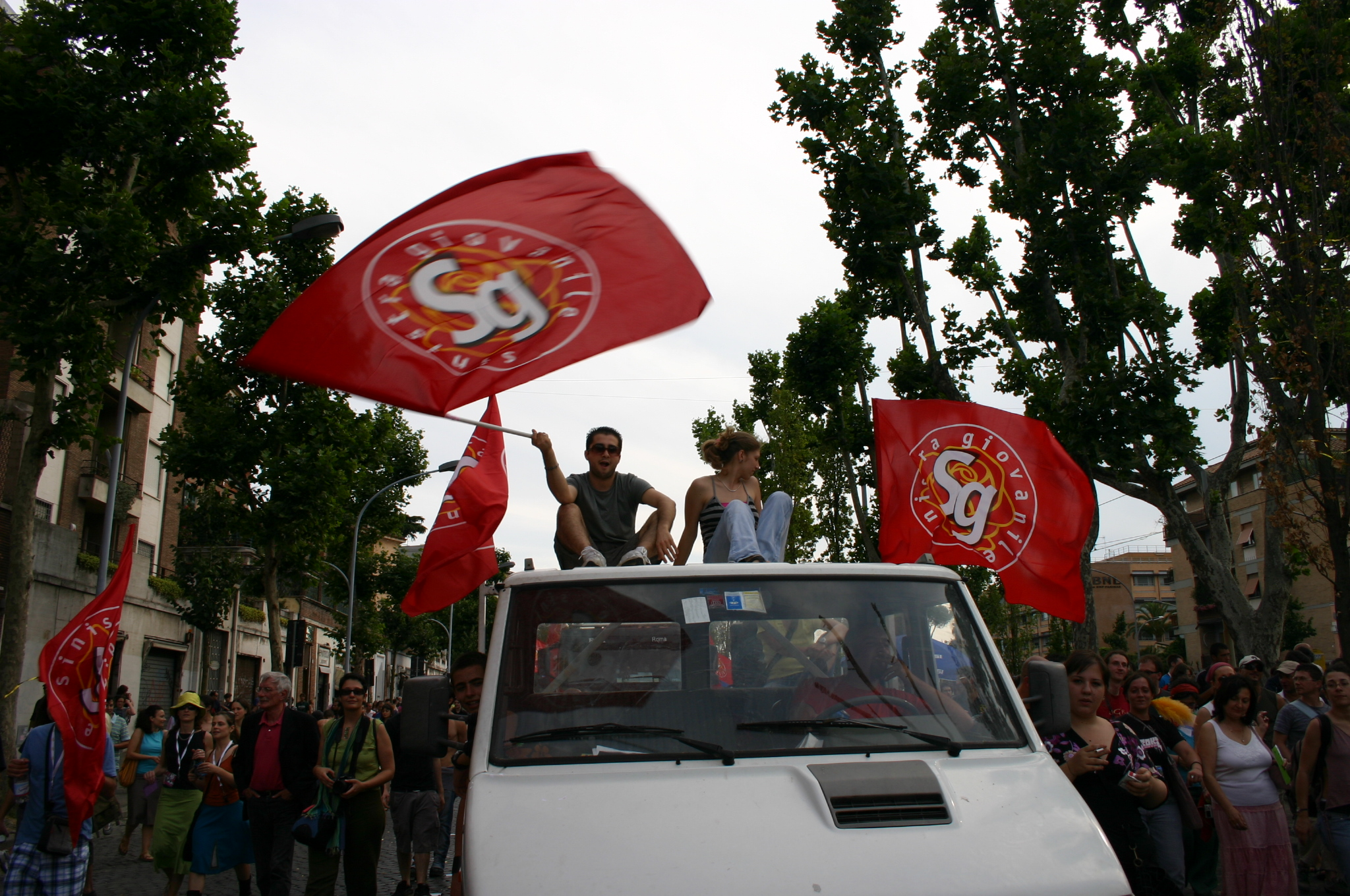
Sinistra giovanile al Gay Pride nazionale di Roma, 16 giugno 2007

La Sg nasce il 22 dicembre 1990 contestualmente allo scioglimento dell'organizzazione giovanile del Partito Comunista Italiano, la FGCI.
Nel Congresso di scioglimento della Fgci, fu costituito il Comitato promotore della Sinistra Giovanile, e si promuove allo stesso tempo con un patto federativo la nascita di associazioni giovanili tematiche: A Sinistra-Associazioni studentesche coordinata da Nicola Zingaretti, Università futura coordinata da Stefano Fassina, La città futura (volontariato e attività culturali) coordinata da Sergio Duretti, Lavoro nuovo coordinata da Nicola Oddati, Tempi Moderni (sui temi del lavoro), Nero e non solo! (associazione contro le discriminazioni razziali), Anagrumba (gruppi musicali).
Il primo segretario della Sinistra Giovanile, che guidò l'organizzazione in questa fase, fu Gianni Cuperlo, già ultimo segretario della FGCI che era succeduto a Pietro Folena.
In questo periodo iniziale, la Sg rimane indipendente dal Partito Democratico della Sinistra (PDS), poi vi aderì nell'Assemblea nazionale del 12 gennaio 1992 prendendo il nome di Sinistra giovanile nel Pds. Segretario dell'organizzazione fu eletto Nicola Zingaretti, che poi diventerà il primo Presidente italiano della IUSY.
Al Congresso del 1997, svoltosi nel quartiere Corviale di Roma, sotto la guida di Giulio Calvisi, si delibererà la nascita della nuova Sinistra giovanile come incontro della Sinistra Giovanile del Pds, dei Giovani Laburisti, dei Giovani Cristiano Sociali e dei Giovani Comunisti Unitari, anticipando il processo di convergenza che porterà alla fondazione dei DS.
Al contempo la Sg passa sotto la guida di Vinicio Peluffo, il quale assume per la prima volta il titolo di presidente nazionale, anziché di segretario, e struttura la Sg in dipartimenti e per campagne tematiche (ebbero risalto sui mass media quelle per la riduzione dell'I.V.A. sul prezzo dei CD e di altri beni di consumo culturale, per l'abolizione degli Ordini professionali,  contro il razzismo, ed infine quella per la legalizzazione delle droghe leggere), ricoprendo tale carica fino al 21 ottobre 2001.
La Sinistra giovanile nel febbraio 1998, con gli Stati generali di Firenze, è soggetto cofondatore dei Democratici di Sinistra e adotta come proprio simbolo la rosa del socialismo europeo.
Nel II Congresso a Chiusi (19-21 ottobre 2001) è stato eletto segretario Stefano Fancelli che, riconfermato nel III Congresso del 2005 svoltosi dal 4 al 6 marzo presso il Palanord a Bologna, è rimasto in carica fino al 2007.

### IV Congresso nazionale

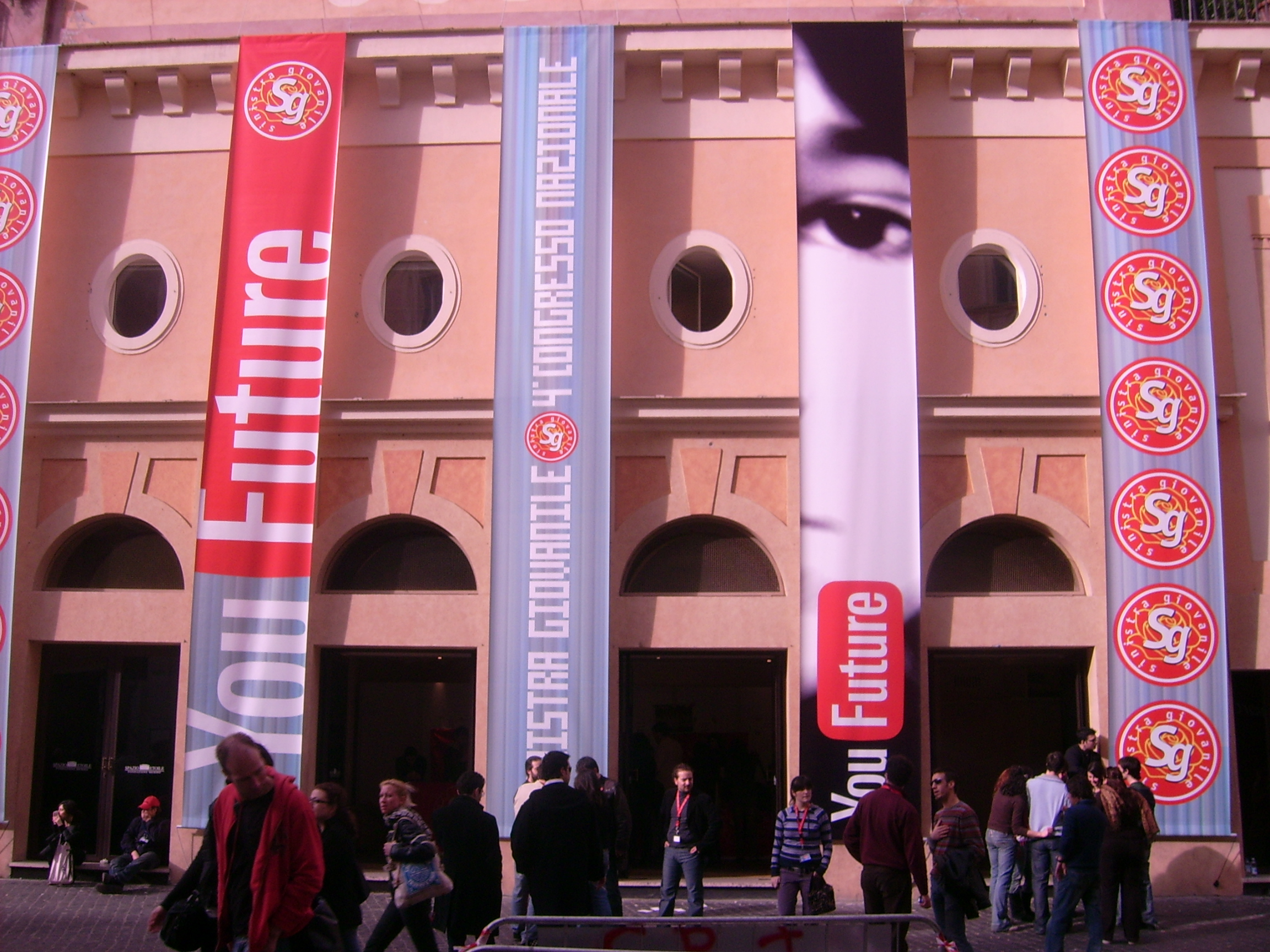
Spazio Etoile, Roma, sede del IV Congresso Nazionale della Sinistra Giovanile, 2-4 marzo 2007.

Il IV Congresso Nazionale si è riunito a Roma dal 2 al 4 marzo 2007. Durante le tre giornate sono intervenuti parte dei ministri del governo e altri dirigenti nazionali dei Democratici di Sinistra.
Prima dell'assise nazionale si erano riuniti i congressi territoriali che, secondo quanto previsto dal regolamento congressuale nazionale, oltre a eleggere gli organismi dirigenti locali, avevano potuto confrontarsi sul documento politico nazionale redatto in 24 tesi, sugli emendamenti presentati a livello nazionale al documento stesso e su due tesi alternative intitolate "Ecco il nostro Partito Democratico" (alternativa alle tesi 5 e 6) e "Alla fine c'era da salvare la terra" (alternativa alle tesi 5,6 e 7). Inoltre, secondo il regolamento congressuale nazionale, i congressi locali potevano approvare ulteriori emendamenti e tesi alternative da discutere poi nell'assemblea nazionale.
Durante la prima giornata dei lavori congressuali la presidenza del Congresso ha comunicato che un ordine del giorno, presentato da alcuni componenti della Commissione congressuale nazionale, proponeva la rimodulazione dell'organizzazione sulla base del modello utilizzato dai Democratici di Sinistra. In altri termini l'approvazione dell'Ordine del giorno, avrebbe comportato la creazione della carica di Segretario nazionale e del Consiglio nazionale, con una riorganizzazione dei poteri e delle responsabilità interne: al Presidente nazionale il compito di convocare Direzione nazionale, Consiglio nazionale, assemblea congressuale; al Segretario nazionale la guida politica, il compito di proporre le segreteria, la rappresentanza in Italia e all'estero dell'organizzazione, la responsabilità sull'uso del simbolo.
L'ordine del giorno fu approvato con voto palese per alzata di mano.
Durante il secondo giorno dei lavori congressuali, scanditi da numerosi interventi di delegati e delegate provenienti da tutta Italia, l'assemblea ha eletto Roberto Speranza alla carica di Presidente nazionale con voto palese per alzata di mano.
Il terzo e ultimo giorno è stato caratterizzato dall'intervento del Segretario nazionale dei Democratici di Sinistra Piero Fassino, dalla proclamazione del risultato del voto per schede per l'elezione del Segretario nazionale della Sinistra giovanile e dalla votazione finale dei documenti elaborati dalle commissioni del congresso. Durante quest'ultima fase viene annunciato dalla Presidenza che il Presidente nazionale e il neoeletto Segretario nazionale Fausto Raciti (eletto con l'89,8% di voti favorevoli a scrutinio segreto) erano primi firmatari di un Ordine del giorno che proponeva alcune ulteriori riflessioni sul tema del "Partito democratico", tematica su cui, peraltro, si erano centrati gran parte degli interventi dei delegati. Tale Ordine del giorno, se approvato, avrebbe assorbito le tesi 5,6 e 7 del documento politico nazionale e tutti gli emendamenti e le tesi contrapposte a queste riferite.
La Presidenza pose ai voti l'Ordine del giorno in contrapposizione alla tesi alternativa "Alla fine c'era da salvare la terra" i cui contenuti venivano giudicati in antitesi. Parte dei delegati non partecipò alla votazione, ma l'approvazione dell'Ordine del giorno non fu unanime. Non fu unanime nemmeno la votazione sugli organi dirigenti dell'organizzazione. Alcuni delegati, inoltre, al momento del voto abbandonarono la sala dopo la denuncia di presunte irregolarità, connesse alla scelta dei rappresentanti della minoranza in direzione nazionale.

#### Critiche
Da segnalare gli accenti polemici utilizzati dai Giovani della Margherita, che dopo la prima giornata di Congresso accusano con un comunicato stampa, ripreso sulle pagine de  la Repubblica, la Sg di "scarso spirito unitario" e di essere più vicini a Fernando Rossi e Franco Turigliatto (i due Senatori fuoriusciti da PRC e PDCI che avevano messo in crisi il Governo Prodi una settimana prima) che a Romano Prodi, nonostante molte delle iniziative per la giovanile del Partito Democratico siano state organizzate da questo organismo.

## Segretari nazionali
| Segretario | Segretario        | Periodo                            |
| ---------- | ----------------- | ---------------------------------- |
|            | Gianni Cuperlo    | 22 dicembre 1990 – 12 gennaio 1992 |
|            | Nicola Zingaretti | 12 febbraio 1992 – 14 marzo 1995   |
|            | Giulio Calvisi    | 15 marzo 1995 – 13 marzo 1997      |
|            | Vinicio Peluffo   | 3 giugno 1997 – 3 giugno 2001      |
|            | Stefano Fancelli  | 3 giugno 2001 – 4 marzo 2007       |
|            | Fausto Raciti     | 4 marzo 2007 – 14 ottobre 2007     |

## Congressi nazionali
Comitato promotore Sinistra Giovanile
- XXV Congresso FGCI - Pesaro, 19-22 dicembre 1990

Sinistra Giovanile nel PDS
- Assemblea nazionale - Roma 10-12 gennaio 1992
- Assemblea nazionale - Roma, 26-27 febbraio 1993 - I giovani, la sinistra, la democrazia
- Assemblea nazionale - Roma, 17-18 dicembre 1994 - Per un altro futuro
- Assemblea nazionale - Roma, 3-4 giugno 1995 - È iniziato il futuro

Sinistra giovanile
- I congresso [II Congresso fondativo] - Corviale (Roma), 17-19 ottobre 1997 - Cambiare il presente per frequentare il futuro
- II congresso - Chiusi (Siena), 19-21 ottobre 2001 - Un altro mondo, un'altra vita, una Sinistra giovanile nuova
- III congresso - Bologna, 4-6 marzo 2005 - New Thing - To Think New. Una nuova generazione per il futuro dell'Italia
- IV congresso - Roma, 2-4 marzo 2007 - You change, in cammino per una nuova sinistra